# 코다파린 다리

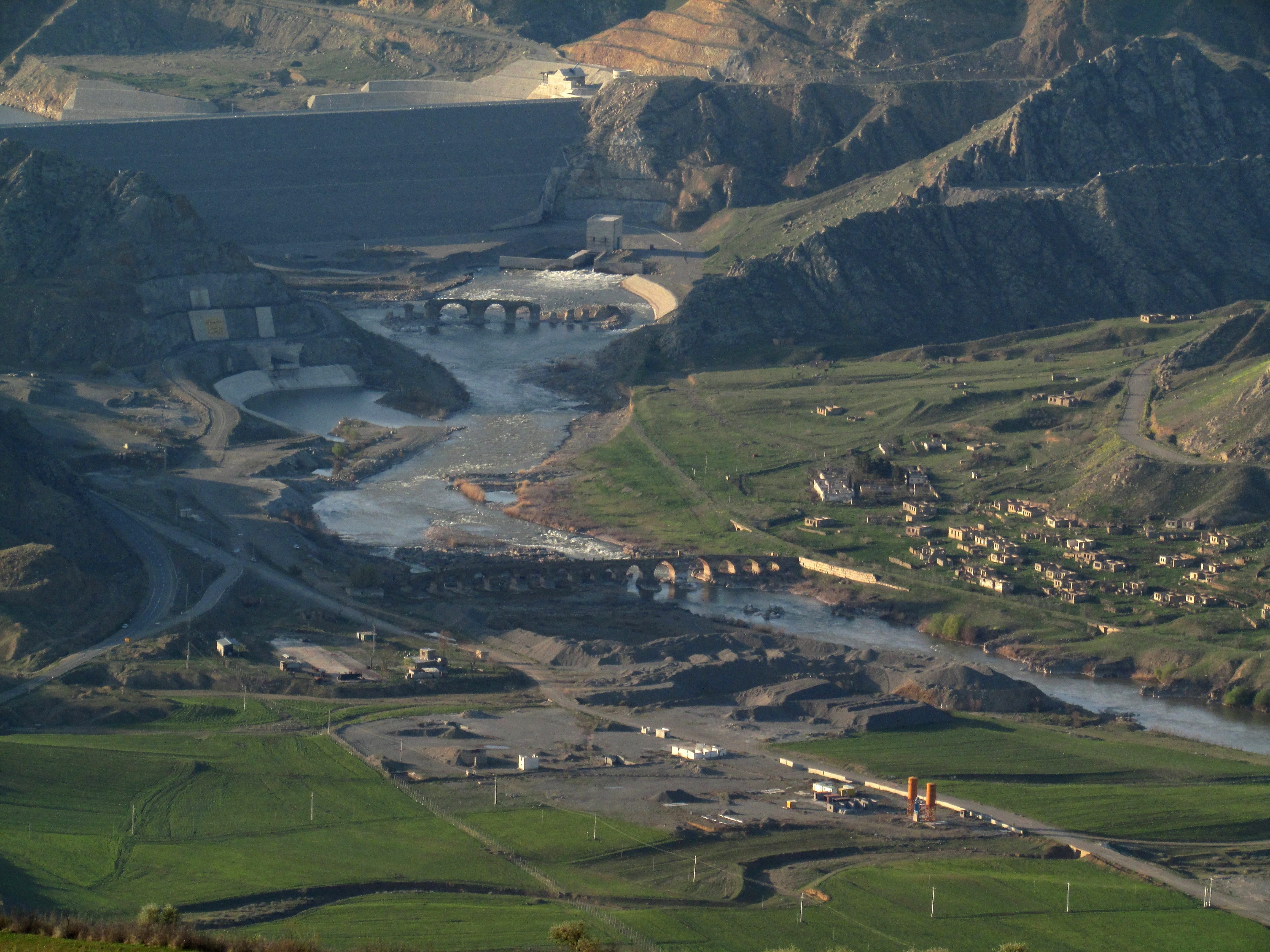
코다파린 다리의 모습

코다파린 다리(아르메니아어: Խուդաֆերինի կամուրջ, 아제르바이잔어: Xudafərin körpüsü, 페르시아어: پل خداآفرین)는 아라스강에 세워진 두 개의 홍예교로, 이란의 동아제르바이잔주과 아제르바이잔의 재브라이을구 지역을 연결한다. 11개의 아치로 구성된 첫번째 다리는 11-12세기에 지어졌으며 15개의 아치로 구성된 두번째 다리는 13세기에 지어졌다.